# Seis ministros de Joseon
Los Seis ministros de Joseon o Yukcho (6조 o 육조 en coreano) fueron el mayor ejecutivo de la dinastía Joseon de Corea. 

## Etimología
En coreano, Yuk (육) indica el número 6. Y cho (o jo, 조, 曹) se refiere a un grupo o multitud. En este contexto, 조 tiene sentido ejecutivo. 

## Sistema
Los Seis ministrios de Joseon estaban bajo la supervisión del Consejo de Estado en Joseon (의정부). El Consejo, máximo órgano del gobierno, incorporó los asuntos nacionales desde seis sectores. Tres consejeros normalmente debatían sobre los asuntos estatales, llevando el resultado al Rey. El Rey anunciaba su determinación, llevándola cada sector a los seis ministros.
El sistema de Yukjo siguió al de Goryeo, la dinastía anterior, mejorando y refinando su especialidad original. Durante la dinastía Joseon, los seis ministrios tuvieron más fuerza y autoridad, dando gran influencia a los encargados. Su importancia también incrementó a lo largo de la historia de Joseon.

## Composición
Los Seis ministros incluían al ministro de asuntos de recursos humanos (이조, Icho), Impuestos (호조, Jocho), Rituales (예조, Yecho), Defensa nacional (병조, Byeongcho), Penas (형조, Hyeongcho), y Obra públicas (공조, Gongcho). Casi todas organizaciones eran controladas por los seis ministros, lo que significa que cada ministro fue el líder de un sector separado y los asuntos fueron informados al Rey.